# Georg Heinrich Götze

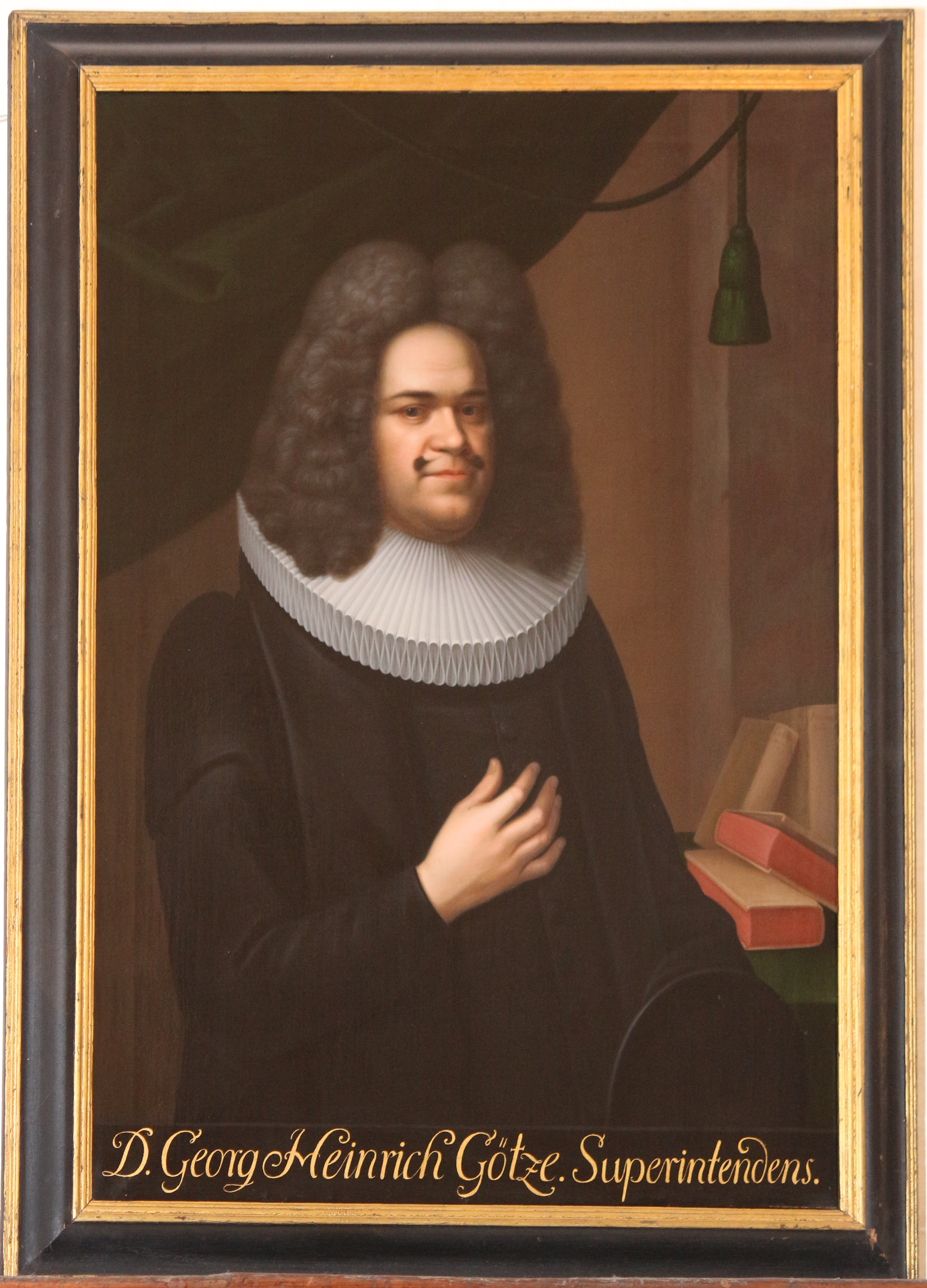
Georg Heinrich Götze, Gemälde in der Stadtbibliothek (Lübeck)

Georg Heinrich Götze (* 11. August 1667 in Leipzig; † 25. März 1728 in Lübeck) war ein deutscher lutherischer Theologe und Superintendent der Stadt Lübeck.

## Leben
Georg Heinrich Götze wurde am 11. August 1667 als Sohn des Kaufmanns Christoph Götze († 26. April 1682) aus Naumburg und Maria Elisabeth, geb. Bohne, in Leipzig geboren. Sein Großvater väterlicherseits war Georg Götze, Braumeister in Naumburg. Sein Großvater mütterlicherseits war Johann Bohne aus Nürnberg, Kaufmann in Leipzig. Am 13. August 1667 wurde er in der Thomaskirche in Leipzig getauft. Nach dem Tod des Vaters heiratete seine Mutter am 11. August 1684 Johann Georg Klette, Pfarrer der Neuen Kirche zur Heiligen Dreifaltigkeit, in der Nikolaikirche in Leipzig.
Nachdem Götze die Schulen seiner Heimatstadt besucht hatte, immatrikulierte er sich zum Studium der Theologie im Wintersemester 1683 an der Universität Leipzig, wo er am 15. November 1684 den Baccalaureus und 15. November 1687 den Magister artium erwarb. Er wechselte während seines Studiums an die Universität Jena, ging am 14. Oktober 1685 an die Universität Wittenberg, wo er am 30. April 1688 als Adjunkt an der philosophischen Fakultät aufgenommen wurde.
Zurückgekehrt nach Leipzig, wurde er am 11. Juni 1688 Baccalaureus der Theologie und trat eine Stelle als Hilfsprediger an. Am 4. April 1690 wurde er als Pastor primarius an der Frauenkirche in Burg ordiniert und am 17. Juni 1690 von Samuel Benedict Carpzov, Superintendent in Dresden, mit Catharina Margaretha Lucius (* 30. Dezember 1671 in Dresden; † 2. Juni 1717 in Lübeck), Tochter von Christian Lucius, Erzdiakon, Stadtprediger und Senior des Ministeriums an der Kreuzkirche (Dresden) getraut. Nach dem Tod seiner ersten Frau heiratete er am 5. Juni 1719 die Witwe des Lübecker Kaufmanns Peter Hack, Sara Christine Hack, geb. Schröder. Er trat am 29. Oktober 1691 das Diakonat in St. Jakobi in Chemnitz an und ab dem 16. Februar 1694 das Diakonat zum Heiligen Kreuz in der Sophienkirche in Dresden. Ab dem 10. September 1697 war er Superintendent in Annaberg, von wo aus er zur Erfüllung seiner Tätigkeit am 25. August 1698 den Grad eines Lizentiaten erwarb und am 9. November 1699 zum Doktor der Theologie promovierte. Am 4. Februar 1702 berief ihn der Rat der Reichsstadt Lübeck als Nachfolger von August Pfeiffer zum Superintendenten der Stadt, womit eine Predigtstelle an der Marienkirche verbunden war. In diesem Amt wirkte er 26 Jahre bis zu seinem Tode.
Götze veröffentlichte zahlreiche Bibelauslegungen, Erbauungsschriften und Predigten als Vertreter einer milden lutherischen Reformorthodoxie, die sich noch immer gegen jeden Einfluss des Pietismus zur Wehr setzte. Zu Beginn seiner Amtszeit in Lübeck führten der Rat der Stadt und das Geistliche Ministerium unter der Leitung des Seniors Thomas Honstedt 1703 das Lübeckische Gesangbuch ein, das erste offizielle Gesangbuch der Evangelisch-Lutherischen Kirche in Lübeck. Während seiner Amtszeit in Lübeck fanden die Abendmusiken Dietrich Buxtehudes in der Marienkirche statt.
Er wurde in der Marienkirche unter der Grabplatte des ersten Lübecker Superintendenten Hermann Bonnus als Zweitnutzung bestattet. Die Grabplatte lag ab 1895 auf dem Marienkirchhof und ist derzeit nicht nachweisbar.
Nach sechs schon im Kindesalter verstorbenen Kindern wurde Gottfried Christian Goetze (* 7. März 1701 in Annaberg; † 1736 in Peine) geboren und am 9. März 1701 in Annaberg getauft. Taufpate war Goetzes Bruder, der Leipziger Doktor jur., Ratsherr, Stadtrichter und Bibliothekar Gottfried Christian Goetze († 1720). Gottfried Christian erwarb am 12. Februar 1722 den Magister artium an der Universität Leipzig und war ab 1727 Pastor in Peine.

## Werke
Götze „war ein vielseitig begabter Mann von einer fast erschreckenden literarischen Produktivität.“ Neben exegetischen und kirchengeschichtlichen Werken schrieb er Erbauungsbücher und veröffentlichte eine immense Anzahl an Disputationen, Predigten und Personalschriften. Das VD 17 verzeichnet allein schon bis zum Jahre 1700 80 Titel, das VD18 hatte am 30. Januar 2016 84 Titel digitalisiert.